# 기장고등학교
기장고등학교(機張高等學校)는 대한민국 부산광역시 기장군 기장읍 대라리에 있는 공립 고등학교이다.

## 학교 연혁
- 1965년 12월 28일 : 기장상업고등학교 설립인가(상업과 3학급)
- 1966년 3월 21일 : 기장상업고등학교 개교
- 1974년 3월 1일 : 기장종합고등학교로 교명 변경 및 학급 증설(보통과 6학급, 상업과 6학급)
- 1993년 3월 1일 : 학교 교사 신축 이전(기장읍 대라리 390번지 현 위치로)
- 1995년 3월 1일 : 경상남도에서 부산광역시로 편입, 기장고등학교로 학칙 변경(일반계 15학급)
- 2006년 12월 20일 : 교육인적자원부 교육정책 연구학교 지정
- 2007년 11월 20일 : 교육인적자원부 지정 정책 연구학교(인권부분) 합동보고회
- 2008년 4월 24일 : 인조 잔디 운동장 준공식
- 2008년 8월 29일 : 기숙형 고등학교 지정
- 2008년 10월 27일 : 다목적 강당 착공
- 2009년 10월 23일 : 부산광역시 교육청 지정 자율학교 선정
- 2010년 3월 12일 : 기숙형공립고 기숙사(서연재) 개관
- 2013년 9월 4일 : 33학급 인가(교육지원과-6090)
- 2020년 12월 1일 : 기숙형 자율학교 재지정(3년간)
- 2023년 9월 1일 : 제25대 이경원 교장 취임
- 2025년 2월 7일 : 제57회 졸업식(졸업생 278명, 누계 13,839명)
- 2025년 3월 4일 : 제60회 입학식(신입생 279명, 남 122명, 여 157명)

## 참고 자료
- 기장고등학교 - 한국교육학술정보원 학교알리미